# Дика річка

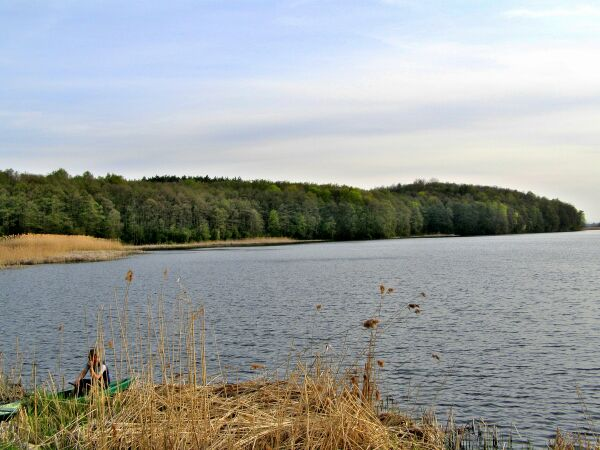

Дика річка — річка або її частина вільна від водосховищ і гребель, не має жодного доступу, крім пішохідних стежок, з водозборами і береговими лініями, що перебувають, в основному, в незміненому стані і з незабрудненими водами. Дикій річці притаманні видатні цінності — естетичні, рекреаційні, геологічні, історичні, культурні, а також цінне біорізноманіття. Дика річка — спеціальна охоронна категорія, згідно Закону США «Про дикі і мальовничі річки».

## Історія створення Закону США «Про дикі і мальовничі річки»
Закон США «Про дикі і мальовничі річки» був прийнятий в 1968 р. . Він спрямований на збереження в природному стані річок США. Ініціаторами та основними розробниками Закону є брати екологи Френк і Джон Крейгхеди. Згідно даного Закону, охоронювані ним річки розбиваються на три категорії — дика річка, мальовнича річка і рекреаційна річка. Найцінніша категорія — річка дика. На річках, що мають дану категорію, забороняється будівництво гребель, водоводів, водостоків, електростанцій, ліній електропередач, інших об'єктів, видобуток корисних копалин. Туристам дозволяється відвідувати дику річку пішки, на конях і в човнах. У 1968 р. Закон брав під охорону всього 8 річок. На 2012 р. Закон охороняв вже 200 річок в 39 штатах (0,4 % всіх річок США). Взято під охорону понад 20 тис. км річкових долин, що мають загальну площу близько 4,4 млн га. Разом з Законом «Про дику природу» Закон «Про дикі і мальовничі річки» створив в США надійний юридичний захист ділянок дикої природи.

## Ресурси Інтернету
- Водне законодавство США  [Архівовано 15 січня 2014 у Wayback Machine.]
- Ріо Гранде
- Нэш Р. Дикая природа и американский разум  [Архівовано 24 вересня 2015 у Wayback Machine.]